# Wolfgang Auler
Wolfgang Auler (Dortmund, 21 mei 1904 - 1986) was een Duitse organist.

## Levensloop
Auler studeerde in Dortmund, Frankfurt am Main en Leipzig, met onder meer Karl Straube als leraar. 
In de jaren negentiendertig, bij de opkomst van het nazisme, behoorde Auler, met andere jonge organisten, tot diegenen die het aanwenden van het orgel op nationaalsocialistische feesten aanmoedigden. Ze deden dit vanaf 1937 in het tijdschrift Musik in Jugend und Volk.
Auler werd organist in Gottesberg en Berlijn. Hij doceerde aan de Hogeschool voor lerarenopleiding in Hirschberg, van 1939 tot 1941 aan het Conservatorium van Linz, van 1941 tot 1949 aan het Staatsconservatorium in Braunschweig en van 1949 tot 1953 aan de Muziekhogeschool van Keulen. Hij oefende ook het ambt uit van orgeldeskundige voor de Evangelische Kerk in Westfalen. In 1961 werd hij Muziekdirecteur voor de Kerken. Tijdens de oorlog was hij ook in het Duitse leger ingelijfd.
In 1967 was Auler jurylid voor de Tweede internationale orgelwedstrijd in het kader van het Musica Antiqua Festival in Brugge.

## Discografie
- Opnamen door Wolfgang Auler[dode link]

## Publicaties
- Spielbuch für Kleinorgel (uitgever)
- Orgelkonzerte nach verschiedenen Meistern (uitgever)
- Tondokumente (herwerkingen)
- Die Schnitgerorgel der Eosander-Kapelle im Schloss Charlottenburg (1982)
- Nachhall der alten Orgelbewegung (1985)
- Pieces for small organ without pedals. Sixteenth and seventeenth centuries, edited with registrations by Wolfgang Auler, 1998.